# Jolene Blalock
Jolene Blalock, född 5 mars 1975 i San Diego, Kalifornien, är en amerikansk skådespelare, troligen mest känd för sin roll som T'Pol i Star Trek: Enterprise.
Blalock är född och uppvuxen i San Diego i Kalifornien. Hon arbetade först som modell i Europa och Asien men sadlade om till skådespelare. Blalock har utöver sin roll i Star Trek gästspelat i till exempel CSI, On the Edge, Stargate SG-1, Veronica's Closet och Legend of the Seeker. Hennes intressen är tennis, kick-boxing, surfing och att fotografera. 

## Filmografi
- 1998 - Veronica (TV-serie)
- 1999 - The Love Boat: The Next Wave (TV-serie)
- 2000 - G vs E (TV-serie)
- 2000 - CSI (TV-serie)
- 2001 - The Diamond Hunters (TV-serie)
- 2001 - På heder och samvete (TV-serie)
- 2001 - On the Edge
- 2001-2005 - Star Trek: Enterprise (TV-serie)
- 2003-2004 - Stargate SG-1 (TV-serie)
- 2006 - I Dream of Murders
- 2007 - Slow Burn
- 2007 - Shadow Puppets
- 2008 - CSI: Miami (TV-serie)
- 2008 - Starship Troopers 3: Marauder
- 2009 - House (TV-serie)
- 2009 - 10 Items or Less (TV-serie)
- 2010 - Legend of the Seeker (TV-serie)
- 2010 - Sinners and Saints
- 2011 - One Kine Day
- 2012 - Killing Frisco
- 2014 - Sex Tape